# Jacob van Schuppen
Jacob van Schuppen  (Fontainebleau (Francia) 26 de enero de 1670- Viena (Austria) 29 de enero de 1751) fue un pintor barroco francés de origen flamenco. Discípulo de Nicolas de Largillière ocupó el puesto de Pintor de Cámara del Emperador Carlos VI del Sacro Imperio Romano Germánico y de Director de la Academia de Bellas Artes de Viena.

## Biografía
Nacido en Fontainebleau, era hijo del pintor-grabador Pieter van Schuppen. Desde pronta edad comenzó a pintar como discípulo de su padre y con su tío Nicolás de Largillière.
El 4 de julio de 1704 entró a formar parte de la Real Academia de Pintura y Escultura.
El 21 de diciembre de 1705, se casó en San Eust con Marie-Françoise Thierry, vecina de Saint-Sulpice.
Jacob van Schuppen se dedicó principalmente a realizar retratos, gracias a los que adquirió suficiente reputación como para recibir una oferta en 1719 del duque de Lorena que lo declaró su primer artista. 
Tras residir varios años en Lunéville se trasladó a Viena en 1723 gracias a la mediación del conde de Altan quien consiguió convertirle en pintor de la corte, realizando varios retratos de Carlos VI del Sacro Imperio Romano Germánico.
El 20 de enero de 1725 se convirtió en primer pintor y director de la Academia de Bellas Artes de Viena a la que hizo florecer siguiendo el modelo impuesto por la Real Academia de Pintura y Escultura.
Falleció en Viena en 1751.

## Galería

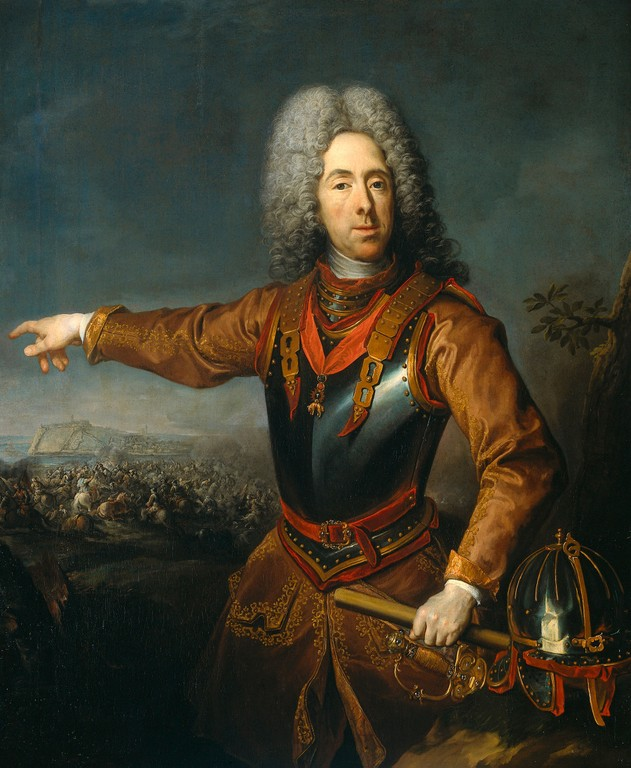
Retrato del Príncipe Eugenio de Saboya.
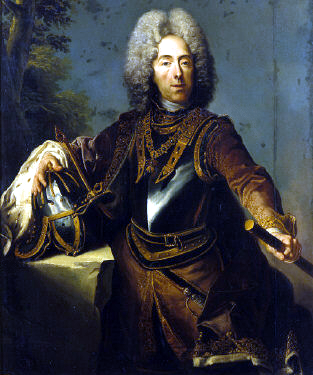
Retrato del Príncipe Eugenio de Saboya.
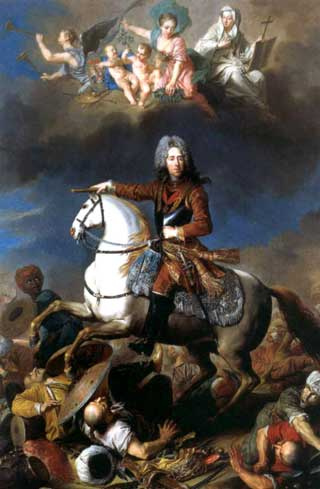
Alegoria del Príncipe Eugenio de Saboya.
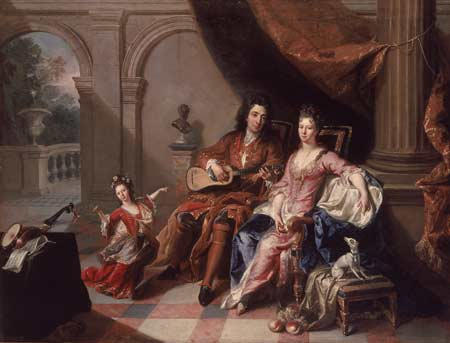
El guitarrista (1706-1707).
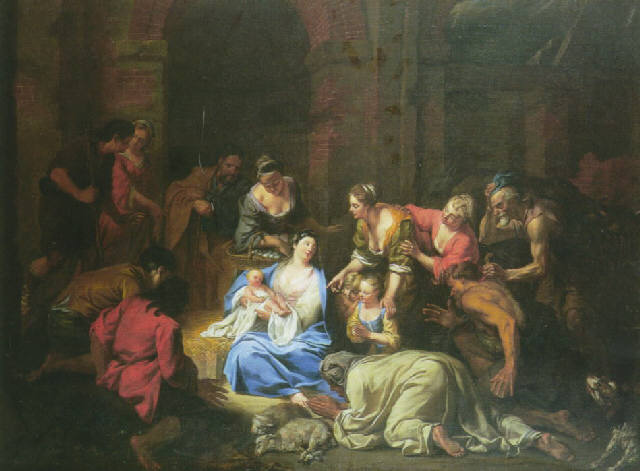
La adoración de los pastores.
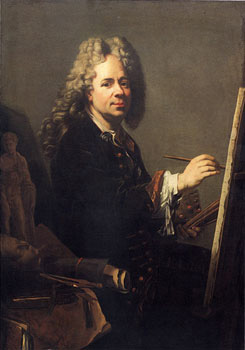
Autorretrato ante el caballete. (1704)